# Gran Premio de Brasil de Motociclismo de 1987
El Gran Premio de Brasil de Motociclismo de 1987 fue la decimocuarta prueba de la temporada 1987 del Campeonato Mundial de Motociclismo. El Gran Premio se disputó el 27 de septiembre de 1987 en el Autódromo Internacional de Goiânia.

## Resultados 500cc
El australiano Wayne Gardner (Honda) se proclamó virtual campeón mundial de la categoría de 500cc tras adjudicarse la victoria, lo que supone su séptima victoria en esta temporada. En este Gran Premio, fue el líder único durante las 32 vueltas del circuito de Goiana.
| Pos.     | Piloto              | Equipo                         | Moto   | Tiempo     | Pts. |
| -------- | ------------------- | ------------------------------ | ------ | ---------- | ---- |
| 1        | Wayne Gardner       | Rothmans Honda Team            | Honda  | 47'39.570  | 15   |
| 2        | Eddie Lawson        | Marlboro Yamaha Team Agostini  | Yamaha | +5.190     | 12   |
| 3        | Randy Mamola        | Team Lucky Strike Roberts      | Yamaha | +12.610    | 10   |
| 4        | Didier de Radiguès  | Cagiva-Bastos-Alstare          | Cagiva | +24.420    | 8    |
| 5        | Christian Sarron    | Sonauto Gauloises Jack Germain | Yamaha | +25.590    | 6    |
| 6        | Shunji Yatsushiro   | Rothmans Honda Team            | Honda  | +42.330    | 5    |
| 7        | Tadahiko Taira      | Marlboro Yamaha Team Agostini  | Yamaha | +51.710    | 4    |
| 8        | Niall Mackenzie     | Team HRC                       | Honda  | +56.690    | 3    |
| 9        | Pierfrancesco Chili | HB Honda Gallina Team          | Honda  | +1'01.120  | 2    |
| 10       | Mike Baldwin        | Team Lucky Strike Roberts      | Yamaha | +1'03.720  | 1    |
| 11       | Ron Haslam          | Team ROC Elf Honda             | Honda  | +1 Vuelta  |      |
| 12       | Marco Gentile       |                                | Fior   | +1 Vuelta  |      |
| 13       | Wolfgang von Muralt |                                | Suzuki | +1 Vuelta  |      |
| 14       | Vincenzo Cascino    |                                | Suzuki | +3 Vueltas |      |
| 15       | Gerhard Vogt        |                                | Suzuki | +3 Vueltas |      |
| Ret      | Raymond Roche       | Cagiva-Bastos-Alstare          | Cagiva | Ret        |      |
| Ret      | Rob McElnea         | Marlboro Yamaha Team Agostini  | Yamaha | Ret        |      |
| DNS      | Freddie Spencer     | Team HRC                       | Honda  | DNS        |      |
| Sources: |                     |                                |        |            |      |

## Resultados 250cc
Triplete de Honda en el podio con la victoria del francés Dominique Sarron y la de los españoles Sito Pons y Carlos Cardús. El flamante campeón del Mundo, el alemán Anton Mang finalizó esta carrera séptimo.
| Pos. | Piloto                       | Moto     | Tiempo     | Pts. |
| ---- | ---------------------------- | -------- | ---------- | ---- |
| 1    | Dominique Sarron             | Honda    | 41:22.220  | 15   |
| 2    | Sito Pons                    | Honda    | +3.440     | 12   |
| 3    | Carlos Cardús                | Honda    | +5.880     | 10   |
| 4    | Reinhold Roth                | Honda    | +12.700    | 8    |
| 5    | Carlos Lavado                | Yamaha   | +12.790    | 6    |
| 6    | Luca Cadalora                | Yamaha   | +13.230    | 5    |
| 7    | Anton Mang                   | Honda    | +14.380    | 4    |
| 8    | Loris Reggiani               | Aprilia  | +18.040    | 3    |
| 9    | Masahiro Shimizu             | Honda    | +20.950    | 2    |
| 10   | Juan Garriga                 | Yamaha   | +28.130    | 1    |
| 11   | Urs Luzi                     | Honda    | +39.210    |      |
| 12   | Jean-François Baldé          | Honda    | +46.130    |      |
| 13   | Stéphane Mertens             | Honda    | +46.300    |      |
| 14   | Patrick Igoa                 | Yamaha   | +46.540    |      |
| 15   | Stefano Caracchi             | Honda    | +51.660    |      |
| 16   | Guy Bertin                   | Honda    | +52.860    |      |
| 17   | Jean-Michel Mattioli         | Yamaha   | +1:14.340  |      |
| 18   | Jean Foray                   | Yamaha   | +1:19.400  |      |
| 19   | Jean-Philippe Ruggia         | Yamaha   | +1:21.590  |      |
| 20   | Alberto Puig                 | JJ Cobas | +1:32.260  |      |
| 21   | Bruno Bonhuil                | Honda    | +1 Vuelta  |      |
| 22   | Miguel González              | Yamaha   | +1 Vuelta  |      |
| 23   | Luis Lavado                  | Yamaha   | +1 Vuelta  |      |
| 24   | Hervé Duffard                | Honda    | +1 Vuelta  |      |
| 25   | Eduardo Alemán               | Yamaha   | +2 Vueltas |      |
| Ret  | Sergio Granton               | Yamaha   | Ret        |      |
| Ret  | Raul Piloni                  | JJ Cobas | Ret        |      |
| Ret  | Raul Calvelo                 | Yamaha   | Ret        |      |
| Ret  | Martin Wimmer                | Yamaha   | Ret        |      |
| Ret  | Alain Bronec                 | Honda    | Ret        |      |
| Ret  | Philippe Pagano              | Honda    | Ret        |      |
| Ret  | Fernando González de Nicolás | JJ Cobas | Ret        |      |